# Drahomíra (Škroup)
Drahomíra (v německém originále Drahomira) je romantická opera o třech dějstvích českého skladatele Františka Škroupa (Plavec 90) na německé libreto českého básníka Václava Aloise Svobody-Navárovského. Premiéru měla 28. října 1848 v pražském Stavovském divadle.

## Vznik a historie díla
Operu Drahomíra napsal František Škroup na počest pětistého výročí založení Karlovy univerzity. Byla to první opera z české historie, kterou napsal na německé libreto.
Libretistou byl básník Václav Alois Svoboda, který vedle české a latinské poezie psal rovněž poezii německou, a to často na témata z historie Čech. Básně Drahomira's Untergang, St. Ludmilla nebo Wenzel und Podiwin mají přímý vztah s libretem k opeře Drahomíra, která zpracovává svatováclavskou legendu s důrazem na kněžnu Drahomíru.
Premiéra, která se konala ve Stavovském divadle 28. října 1848, byla relativně úspěšná. Představitelka titulní role Auguste Fehringerová, představitel Boleslava Wilhelm Versing i skladatel byli vyvoláváni. Přesto se opera dočkala jen jedné reprízy (1. listopadu). Návštěva divadla byla koncem roku 1848 dosud slabá, protože pražské měšťanstvo se horlivě věnovalo spolkovému a politickému životu. V divadle měla navíc v této době úspěch díla s aktuálním námětem, jako například Kittlovi Francouzové před Nizzou. V době poznamenaná pangermanismem na jedné a austroslavismem na druhé straně nemělo německy hovořící měšťanstvo zájem o vlastenecký námět z české historie a Čechové zase o operu zpívanou v němčině. Úspěch měla naopak Tylova dramatizace téhož příběhu pod názvem Krvavé křtiny aneb Drahomíra a její synové (premiéra 11. února 1849).
Neúspěch Drahomíry, kterou považoval za své dosud nejlepší dílo, Škroupa velmi mrzel. Když ani opožděná premiéra Libušina sňatku (1850) v češtině nedopadla o mnoho lépe, odvrátil se skladatel definitivně od vlasteneckých témat k námětům z historie evropské (Mořský geus 1852) nebo i světové (Kolumbus 1856).
Drahomíra již nikdy nebyla uvedena. Partitura celé opery se ztratila, dochoval se pouze klavírní výtah, uložený původně v archivu Umělecké besedy, nyní v Muzeu české hudby. Václavská a ludmilská legenda se stala tématem pro řadu dalších hudebně dramatických děl, například operu Drahomíra Karla Šebora nebo oratorií / duchovních oper Antonína Dvořáka (Svatá Ludmila) a Josefa Bohuslava Foerstera (Svatý Václav).

## Charakteristika díla
Svobodovo libreto zachycuje konvenční, v podstatě ještě barokní podobu svatováclavské legendy. Děj je představován výlučně jako výsledek střetu mezi pohanstvím a křesťanstvím, nadto vykresleného značně schematicky z jednoznačně křesťanského hlediska. Charakteristika postav – s částečnou výjimkou Drahomíry – je velmi plochá, logika jejich jednání má řadu slabin. Děj je sledem více méně statických scén a obřadů, zatímco události určující pro průběh příběhu (souboj Václava s Rudoslavem, zavraždění Václava) se odehrávají mimo scénu.
Škroupovo zhudebnění jako u většiny jeho oper vychází ze vzoru německé romantické opery doplněné prvky belcantové opery italské – tento vliv je patrný zejména u Boleslavových bojovných árií a Drahomířiny aria della follia. Sborové scény stavící do kontrastu pohany a křesťany jsou navíc komponovány ve stylu velké opery (obdobně střed dvou náboženství personifikuje např. Giacomo Meyerbeer v Hugenotech), ale Škroupovo zpracování je pro svou převládající homofonii v takových momentech nevýrazné. Na druhé straně umožnil náboženský námět skladateli využít zkušenosti s kompozicí duchovní hudby.
Hudebním těžištěm opery je dlouhá a strukturovaná scéna pohanského obřadu, zabírající v podstatě první polovinu 2. dějství. Nejcharakterističtějším samostatným číslem je právě Drahomířina scéna ze třetího jednání.

## Osoby a první obsazení
| osoba                                                                    | hlasový obor      | premiéra (20.11.1848) |
| ------------------------------------------------------------------------ | ----------------- | --------------------- |
| Drahomíra, vdova po pražském knížeti Vratislavovi                        | dramatický soprán | Auguste Fehringer     |
| Václav, její nejstarší syn, kníže pražský                                | tenor             | Jan Nepomuk Maýr      |
| Boleslav, její mladší syn                                                | hrdinný baryton   | Wilhelm Versing       |
| Radoslav, kníže kouřimský                                                | baryton           | Rinesch               |
| Milina, Rudoslavova dcera                                                | lyrický soprán    | Cecílie Soukupová     |
| Styrsa, Perunův velekněz                                                 | bas               | Naumann               |
| Tuma, kněz Čartů                                                         | bas               | František Brava       |
| Podivín, Václavův sluha                                                  | tenor             | Karl Knopp            |
| Pavel Kaich, Václavův starý učitel                                       | basbaryton        | Karel Strakatý        |
| Zbrojnoš                                                                 | …                 | František Hynek       |
| Křesťanští a pohanští Čechové obojího pohlaví, bojovníci, pohanští kněží |                   |                       |
| Dirigent: František Škroup                                               |                   |                       |

## Děj opery

### 1. dějství
(Sloupová síň na knížecím dvoře v Praze) Na Pražském hradě se připravuje uvítání kněžny Drahomíry navracející se z vyhnanství. Křesťané v čele s knězem Kaichem ji očekávají s obavami, pohané v čele s knězem Styrsou s nadějemi. Přichází samotná Drahomíra s průvodem, v němž jsou mimo jiné její neteř Milina a pohanský kněz Tuma. Při nesmělém vítání ze strany křesťanů dává kněžna najevo svůj odpor k nové víře, nadšení pohanů zase mírní s odkazem na svého syna knížete Václava. Shledání a smířením s Václavem probíhá s jistými zádrhely, ač je shromážděný lit vítá; o to srdečnější je setkání Drahomíry s jejím mladším synem Boleslavem, dosud pohanem. Drahomíra slavnostně přijímá knížecí plášť, žezlo a Libušinu korunu, Ludmilinu berlu však zlostně odmítá.
Všichni odejdou až na Kaicha, který se modlí za křesťanství v Čechách. Doprovodí jej Václavův družiník Podívín, který se knězi přiznává k lásce k Milině. Kaich mu důtklivě připomíná nemožnost takového svazku ‒ Milina je přece pohanka ‒ a vleče ho pryč. Podívínův kvapný odchod zmate Milinu, jež na to reaguje cituplnou romantickou árií.
S tím kontrastuje následující monolog Drahomíry, v němž se hlásí k Libušinu dědictví a doufá, že se jí podaří znovu převzít skutečnou vládu a navrátit zemi víře předků.
Setmělé nebe osvětlí záře požáru. To Drahomířin bratr Rudoslav zahájil boj proti křesťanům. Přikvapí Boleslav a chce vyrazit na obranu, i když jej kněžna zadržuje. Přibíhají i Podivín, Milina a Kaich (ten je přesvědčen, že za útokem stojí Drahomíra) i poděšení obyvatelé. Václav vychází z chrámu a vybízí vojsko k tažení na obranu křesťanské víry. Nabídku bratra na doprovod odmítá: Boleslav nechť zůstane strážit matku a hrad.

### 2. dějství

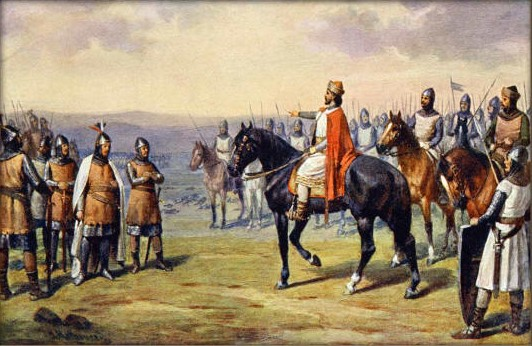
Setkání knížete Václava s knížetem Radslavem. Obraz Josef Mathausera.

(Pohanský obětní háj s modlami Peruna, Lady a Svantovíta) Probíhá velkolepý pohanský obřad. Nejprve lid a kněží oslavují Peruna, pak se k němu modlí Boleslav a Drahomíra, aby jim udělil knížecí vládu. Poté Milina a děvy adresují modlitbu Ladě a Boleslav s bojovníky vzývají Svantovíta. Na závěr obřadu žrec Tuma hlásá nenávist ke křesťanům, na něž svolává pomstu Černoboga, a vyzývá k věrnosti Boleslavovi, od něhož si slibuje návrat ke starým pořádkům. Konkrétní plán na odstranění knížete Václava domlouvají Drahomíra, Boleslav, Tuma a Styrsa ‒ prvním krokem je Rudoslavovo tažení.
Na místě zůstane jen Milina. Nejprve prosí Peruna o ochranu svého otce Rudoslava v nadcházející bitvě, ale pak upadne do rozpaků při myšlence na Podivína a jeho křesťanského boha. V té chvíli se Podivín objevuje sám ‒ přišel za Milinou až sem na pohanské obětiště, aby ji obrátil na pravou víru. Milina jej radostně vítá a oba si s ním vyznává lásku, pak ale za seslání milého děkuje bohyni Ladě. Milenci se rozcházejí, aniž by se dokázali na otázce víry sjednotit.
(Proměna ‒ Hradní nádvoří) Boleslav se připravuje k boji. Milina se bojí o život svého otce, ale Drahomíra, Tuma a Styrsa mu prorokují vítězství. V tom zazní zpovzdálí zpěv křesťanů vzdávajících díky za mír. Pohané se domnívají, že Rudoslav utrpěl porážku, ale Podivín osvětluje, co se stalo: když mělo dojít k boji, vyzval Václav odbojného knížete, aby se s ním utkal v duelu. Když proti sobě měli vyrazit, seskočil Rudoslav z koně, pokořil se knížeti a přijal křesťanství. Pohané jsou touto příhodou zděšeni.
Přichází průvod věřících vedený knězem Kaichem a následovaný Václavem a Rudoslavem. Rudoslav vypráví, jak se mu v okamžiku souboje nad Václavovou hlavou zjevili andělé nesoucí kříž, a žádá nyní Kaicha, aby jej poučil ve víře. Drahomíra vyčítá Václavovi i Rudoslavovi zbabělost a žádá Boleslava, aby ji odvedl na svůj hrad.

### 3. dějství
(Černobogův háj) Žrec Tuma žádá Černoboga o sílu pro Boleslava a Drahomíru. Kněžnu pronásleduje zjevení zavražděné Ludmily, které ji varuje před dalším zločinem a nabádá k pokání. Drahomíra se ale naopak rozhoduje urychleně jednat. Mezitím Boleslav dospívá k přesvědčení, že knížecí hodnost má náležet jemu, protože svého bratra předčí bojovností a odvahou. Drahomíra a Tuma mu naznačují cestu k trůnu: jeho meč se musí zbrotit Václavovou krví.
I na tomto pohanském obětišti se objevují Podivín a Milina. Tentokrát Podivín bez velké námahy obrátí Milinu na křesťanskou víru, kterou již ostatně přijal její otec. Přistihne je však Tuma a oba jsou jati pohany. Když se odmítnou zříci křesťanství, jsou odvlečeni do blízké jeskyně. Zatímco se Boleslava opět zmocňují pochyby, Podivín s Milinou jsou mučeni až k smrti. Tuma oznamuje vykonání ortelu Boleslavovi a Drahomíře. Nyní prý je na Boleslavovi, aby jednal. Když se Boleslav bojí a vzpírá, hrozí mu matka prokletím. Nakonec Boleslav podlehne naléhání a odchází s taseným mečem zabít bratra.
(Proměna ‒ Prostranství před Boleslavovým hradem) Pohané se divoce veselí a tančí, jen Drahomíru trápí výčitky svědomí. Vrací se Boleslav. Na meči má ještě čerstvou Václavovu krev, ale již svého činu lituje a klne své matce za to, že jej k vraždě navedla. Ukazuje se mrtvý Václav obklopen kněžími a křesťany, kteří zpívají žalozpěv na mrtvého knížete a hymnus na světce-mučedníka. Boleslav je tímto obrazem zdrcen, Drahomíra ale jásá nad svým vítězstvím.
Na nebesích se zjevují Podivín a Milina ověnčeni hvězdami a s mučednickými ratolestmi v rukou. Vítají Václava v ráji. Doprovází je sbor andělů. Před tímto viděním Boleslav lituje svého hříchu a Kaich jej ujišťuje, že může dosáhnout odpuštění. I ostatní pohané se obracejí na křesťanství, až na Tumu a Drahomíru, která proklíná oba své syny i jejich boha. Zatímco ji i s Tumou stahují čerti do pekla, patří závěr opery alegorii nového světce.